# 瓦諾克群島
瓦諾克群島（英語：Warnock Islands）是南極洲的群島，位於麥克羅伯特森地，處於戴利角西南面1.9公里，屬於威廉斯科斯比群島的一部分，1936年2月由英國研究隊發現和命名，現時由南極條約體系管理。